# Тети
Тети је био први фараон шесте египатске династије. Такође је познат као Отхоес. Владао је око 2318-2300. п. н. е. и сахрањен је у својој пирамиди у Сакари.
Запис о тачној дужини његове владавине је уништен на Торинском папирусу, па је он зато непоуздан. Краљица Ипут I, његова супруга, вјероватно је била кћи краља Унаса, посљедњег владара Пете династије. Тети није био краљевског порекла и вјероватно му је овај брак омогућио долазак на положај фараона.
За вријеме Тетијеве владавине високо рангирани службеници су почели градити гробне споменике у рангу фараонских. Тако је његов канцелар саградио велику мастабу која се састојала од 32 собе, све богато украшене. То се сматра знаком да се богатство почело прелијевати са средишњег двора на службенике, поступан процес који је кулминирао при крају Старог краљевства.
Могуће је да га је убио узурпатор Усеркаре, док Манетон биљежи да га је убио његов тјелохранитељ Khenty She. Сахрањен је у краљевској некрополи у Сакари. Његова пирамидални комплекс се повезује с мастабама службеника из доба његове владавине. Према Ентонију Спалингеру, највиши датум Тетијеве владавине је изгубљени дан 3. љетног мјесеца 6. године пописа стоке (11. године ако је попис двогодишњи) из Хатнубског Графита бр.1. Овај потврђује Камен из Јужне Сакаре, аналски документ из доба владавине Пепија II који му приписује владавину од 12 година.